# La playa de los ahogados (novela)
La playa de los ahogados es una novela negra escrita por Domingo Villar, publicada por Editorial Galaxia en 2009 y simultáneamente por Ediciones Siruela en traducción al español. Está protagonizada por el inspector de policía Leo Caldas y es el segundo libro de la serie de novelas negras ambientadas en la ría de Vigo, después de su debut con Ojos de agua.

## Estructura
El libro está dividido en 85 capítulos. Los títulos de estos capítulos están formados por una única palabra, de la que se da la definición de diccionario al inicio de cada uno de ellos.

## Argumento
El inspector de policía vigués Leo Caldas recibe una llamada en la que lo avisan de la aparición en la playa de Madorra, en Panxón, de un cadáver, aparentemente ahogado. En un principio se cree que se trata de un suicidio, y el inspector no le da mucha importancia; hasta que en la autopsia se comprueba que la manera en que tiene colocada la brida que le inmoviliza las manos apunta a un asesinato.
Poco a poco se va descubriendo que su muerte está relacionada con el naufragio del pesquero Xurelo, suceso que tuvo lugar 12 años atrás. El barco lo tripulaban el fallecido, Justo Castelo, O Rubio, junto con otros dos marineros y el patrón. El barco fue a pique cerca de la isla de Sálvora, una noche de temporal, y de manera bastante extraña. En el naufragio había fallecido el capitán, mientras que los tres marineros supervivientes, de los cuales dos viven aún en Panxón, no mantienen relación entre sí y guardan un oscuro silencio sobre lo sucedido.
A lo largo del libro se van encontrando otras pistas que confirman que no fue un suicidio: la chalupa del fallecido aparece al otro lado de Monteferro, lejos del cadáver; el muerto tiene un golpe en la nuca posiblemente hecho intencionadamente; e incluso se descubren grabaciones de una cámara de seguridad. A pesar de la reticencia de los marineros locales para hablar del suceso, Leo Caldas tira de un hilo que lo lleva a investigar la desaparición de una mujer en Aguiño, localidad costera cercana a los hechos, la misma noche del hundimiento.

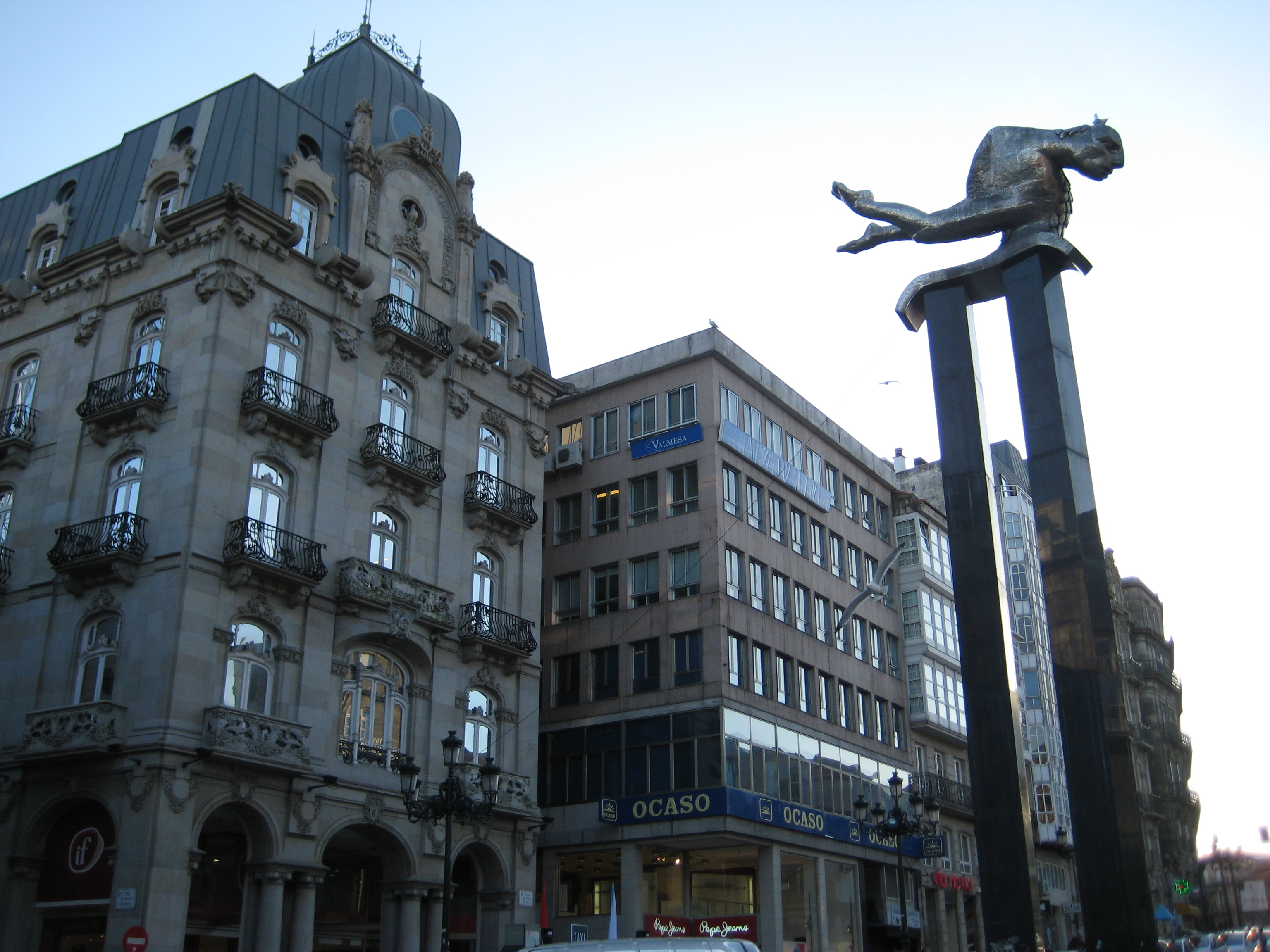
El inspector miró hacia arriba y, entre las gotas que resbalaban por el cristal, vio la escultura del hombre-pez en lo alto de su pedestal….p. 66

Paralelamente, Leo Caldas sigue con su programa de radio Patrulla en las ondas; también tiene un papel importante, incluso en la resolución de la trama, su padre, que está cuidando de su hermano Alberte, gravemente enfermo en el Hospital General de Vigo.

## Curiosidades
Aparece nombrado varias veces el poeta Carlos Oroza, cliente habitual de la misma taberna a la que acude Leo Caldas.

## Adaptaciones
El libro se publicó simultáneamente en gallego y en castellano, en abril de 2009. La casa de la edición gallega fue Galaxia y la de la española Siruela. En 2010 se publicó la edición en alemán con el título de Strand der Ertrunkenen, traducida por Carsten Regling y la italiana, con el título de La spiaggia degli affogati, traducida por S. Cattaneo. En 2011 se editó la traducción al inglés, con el título de Death on a Galician Shore; al francés, con el título de La plage des noyés, traducida por Dominique Lepreux; al polaco traducida por Marta Kitowska con el título de Plaża topielców y al neerlandés (más conocido como holandés), traducida por Johan Rijskamp con el título de Het strand van de verdronkenen. En 2013 se editó la traducción al portugués (A Praia dos afogados , Sextante Editora, traducida por Helena Pitta). 
En el 2015 se estrenó la versión cinematográfica, La playa de los ahogados.